# 楠梓庄
楠梓庄為台灣日治時期1920年至1943年間存在之行政區，1920年成立時隸屬高雄州高雄郡，1924年高雄郡廢止後改隸岡山郡。楠梓庄轄區相當為今高雄市楠梓區東側（後勁、楠梓、土庫）、橋頭區以及燕巢區的鳳山厝、中路林。

## 行政區劃
楠梓庄在清治時期至日治初期原屬觀音中里之楠梓坑街、土庫庄、中崎庄、中路林庄、鳳山厝庄；半屏里之後勁庄；仁壽下里之林仔頭庄、橋仔頭庄、仕隆庄、九甲圍庄、頂鹽田庄、五里林庄、白樹仔庄。1920年10月，「楠梓坑」改稱「楠梓」，而上述13街庄組成「楠梓庄」，下轄後勁、橋子頭、中崎、林子頭、仕隆、九甲圍、頂塩田、五里林、白樹子、鳳山厝、中路林等13個大字，後勁大字下有「月眉」、「後勁」小字名。1924年12月，高雄郡廢止，楠梓庄改隸岡山郡。1943年10月，楠梓庄廢庄，楠梓、土庫、後勁劃入高雄市，橋子頭、中崎、林子頭、仕隆、九甲圍、頂塩田、五里林、白樹子劃入岡山街，鳳山厝、中路林劃入燕巢庄。
戰後，原劃入高雄市的楠梓、土庫、後勁組成楠梓區，劃入岡山街的橋子頭、中崎、林子頭、仕隆、九甲圍、頂塩田、五里林、白樹子組成橋頭鄉。

## 交通

舊橋頭車站

縱貫線
- 橋頭車站舊橋頭車站
- 楠梓車站

臺灣製糖鐵路
- 鳳山厝線[2]

## 設施

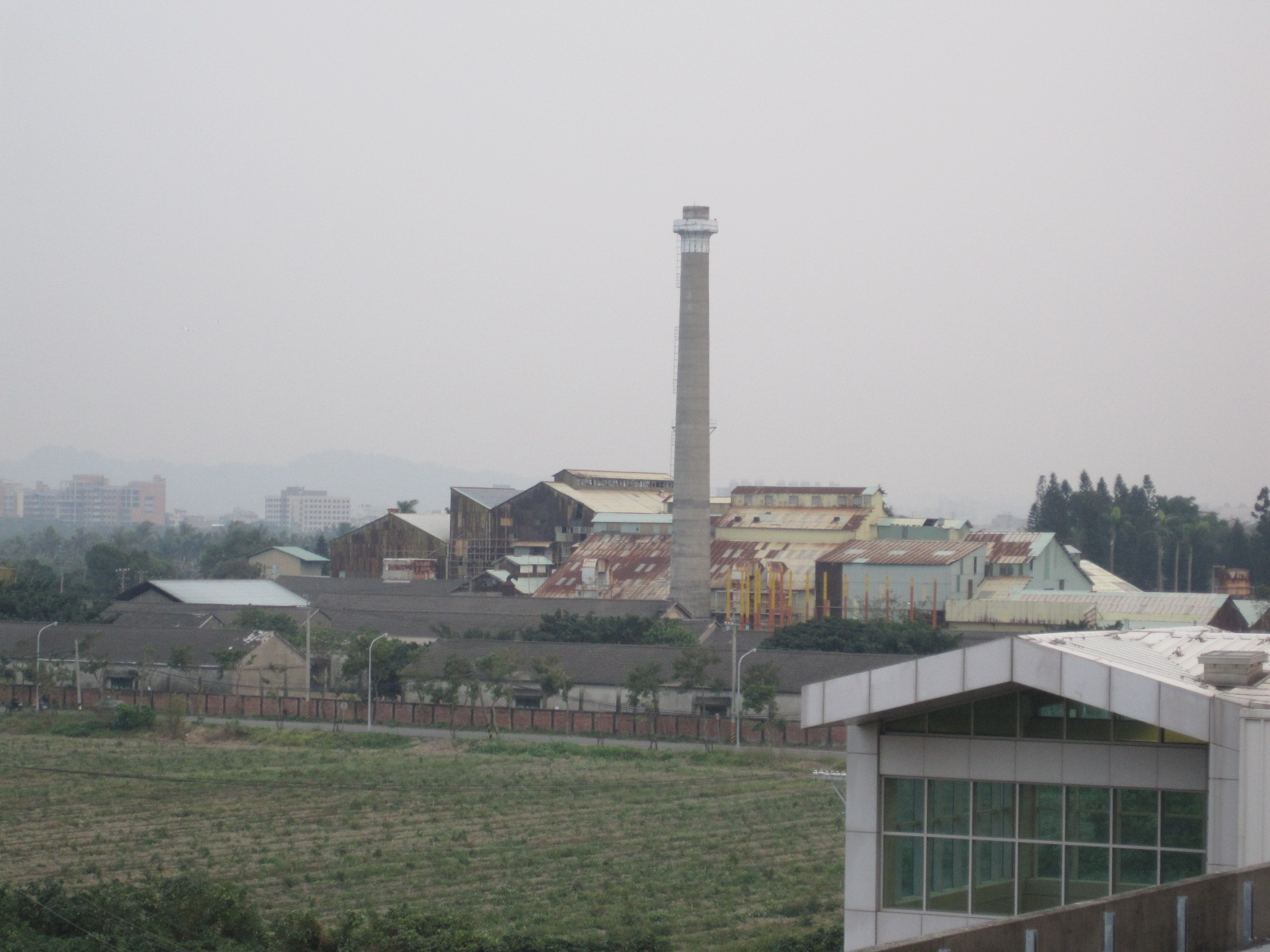
橋頭糖廠

- 楠梓庄役場
- 楠梓郵便局
- 橋頭郵便局
- 臺灣電力株式會社楠梓散宿所、橋頭散宿所
- 旗南自動車株式會社楠梓支店
- 楠梓興業信用組合
- 臺灣製糖株式會社橋子頭糖廠橋頭糖廠
- 台灣製糖滾水農場

### 學校
- 楠梓尋常小學校
- 楠梓公學校（今楠梓國小）
- 仕隆公學校（今仕隆國小）